# Germano III di Costantinopoli
Germano III (... – 1289) è stato un arcivescovo ortodosso bizantino, che ha ricoperto la carica di Patriarca ecumenico di Costantinopoli tra il 1265 e il 1266.

## Biografia
Metropolita di Adrianopoli, sostituì il 25 maggio 1265 il patriarca Arsenio Autoreiano deposto dall'imperatore. Fu eletto nel mezzo di una crisi religiosa e il futuro patriarca Giuseppe di Costantinopoli lo costrinse ad abdicare dal 14 settembre 1266 e a tornare alle sue funzioni di arcivescovo.
Tuttavia continuò a essere una figura attiva nella politica bizantina. Pro-Unionista, faceva parte dell'ambasciata inviata da Michele VIII Paleologo al Concilio di Lione per riconoscere l'unione delle Chiese ortodossa e cattolica con Papa Gregorio X.
Morì nel 1289.